# Horodețke, Babanka
Horodețke (în ucraineană Городецьке) este o comună în raionul Babanka, regiunea Cerkasî, Ucraina, formată numai din satul de reședință.

## Demografie
Componența lingvistică a comunei Horodețke
     Ucraineană (97,42%)
     Rusă (2,36%)
     Alte limbi (0,14%)
Conform recensământului din 2001, majoritatea populației comunei Horodețke era vorbitoare de ucraineană (97,42%), existând în minoritate și vorbitori de rusă (2,36%).